# Chalcides viridanus
Chalcides viridanus és una espècie de sauròpsid (rèptil) de la família Scincidae, endèmic de Tenerife, La Gomera i El Hierro (Illes Canàries).
El seu hàbitat natural són boscos temperats, arbustals temperats, prades temperades, àrees rocoses, platges rocoses, platges sorrenques, camps arables, jardins rurals, i àrees urbanes.